# Yanina Wickmayer
Yanina Wickmayer, née le 20 octobre 1989 à Lierre, est une joueuse de tennis belge, professionnelle depuis 2006.
Dotée d'un jeu offensif et bénéficiant d'un mental qu'elle qualifie elle-même d'« arme », elle a disputé onze finales sur le circuit WTA, en remportant cinq. Elle se révèle au grand public en 2009 en atteignant, à 19 ans, les demi-finales de l'US Open.

## Biographie
À 9 ans, elle a vécu le drame de perdre sa mère à la suite d’un cancer. Elle décide avec son père (avec qui elle entretient une relation très étroite) de partir aux États-Unis, dans l'académie de Nick Bollettieri, pour poursuivre son apprentissage sportif.
Outre le tennis, elle est passionnée par la mode, les vêtements et la télévision.
Durant l'hiver 2010/2011, elle s'est découvert une passion pour le cyclo-cross ; Telenet, son principal sponsor, est aussi celui d'une équipe cycliste.
En juillet 2017, elle se marie avec son compagnon Jérôme Vanderzijl et en avril 2021, ils ont leur premier enfant, une fille prénommée Luana Daniëlla.

## Style de jeu
Yanina est une joueuse qui pratique un tennis agressif et grâce à sa vitesse de frappe, elle gêne certaines joueuses. Sa condition mentale semble parfois être à son avantage quand elle domine son adversaire mais elle éprouve des difficultés à conclure une partie, son mental faiblit dans ces moments là, cela en fait une joueuse souvent vulnérable.[réf. nécessaire]

## Carrière tennistique

### 2006
| - finaliste du tournoi ITF d'Édimbourg (10 000 $) - gagnante du tournoi ITF de Coxyde (10 000 $) | - gagnante du tournoi ITF de Florianópolis (10 000 $) - gagnante du tournoi ITF de Cordoba (10 000 $) |

En mai 2006, Yanina atteint la finale du tournoi ITF d'Édimbourg où elle s'incline face à Mari Andersson. Au mois d'août, elle remporte le tournoi de Coxyde face à Kristina Steiert après une demi-finale homérique face à Katharina Killi. En novembre, elle remporte consécutivement les tournois d'Itajaí (en double), de Florianópolis et de Cordoba (en simple et en double avec Teliana Pereira). Elle termine la saison 534e au classement WTA.

### 2007
| - finaliste du tournoi ITF de Torhout (10 000 $) - vainqueur du tournoi ITF de Les Contamines-Montjoie (25 000 $) - vainqueur du tournoi ITF de Hamanako (25 000 $) | - finaliste du tournoi ITF de Taoyuan (50 000 $) - vainqueur du tournoi ITF de Taizhou (25 000 $) - finaliste du tournoi ITF de Kunming (50 000 $) |

Yanina bénéficie d'une wild card pour disputer le tableau final du tournoi WTA de l'Open Gaz de France 2007 à Paris. Elle échoue d'entrée, mais en trois sets, face à la Française Stéphanie Foretz.
En avril, elle est sélectionnée pour la Fed Cup par Sabine Appelmans et dispute un match de simple en quart de finale face aux États-Unis ; elle s'incline face à Venus Williams. En juillet, elle est à nouveau sélectionnée pour affronter l'équipe chinoise en play off. La Belgique perd mais Yanina réussit une belle performance en s'imposant face à Yan Zi (7-5, 7-6), 171e mondiale. Elle enchaîne avec une victoire aux Contamines-Montjoie contre Julie Coin.
Fin octobre, elle part pour une grande tournée asiatique qui se révèlera très fructueuse. Yanina atteint la demi-finale à Makinohara, la finale à Taouyan et remporte l'épreuve à Hamanako, ce qui lui permet d'atteindre le meilleur classement de sa carrière et de devenir la numéro trois belge derrière Justine Henin et Caroline Maes. À Taizou, Yanina remporte le tournoi 6-4, 6-2 face à la Chinoise Han Xinyun, 406e au classement WTA. Elle continue sur sa lancée en remportant le simple et le double du tournoi Kunming en Chine. En simple, elle s'impose en deux sets (7-5, 6-4) face à la Polonaise Urszula Radwańska avec qui elle gagne la finale du double. C'est le 7e titre ITF en simple de sa carrière, dont trois lors de sa tournée asiatique entamée un mois auparavant. Yanina Wickmayer devient la numéro 2 belge au classement mondial publié le lundi 19 novembre par la WTA, devançant Caroline Maes.

### 2008 - À la conquête du top 100
| - finaliste du tournoi ITF de New Delhi (50 000 $) - finaliste du tournoi ITF de Monzón (75 000 $) - vainqueur du tournoi ITF de Indian Harbour Beach (50 000 $) | - finaliste du tournoi de Birmingham (Tier III) - quart de finaliste de l'Open de Corée (Tier IV) - 1er tour de Roland Garros, Wimbledon et de l'US Open |

Son classement lui permet d'intégrer le tableau de qualification du l'Open d'Australie, dans lequel elle échoue au second tour face à la Britannique Katie O'Brien, 125e au classement WTA, 8-6 dans le dernier set.
Elle est à nouveau appelée en Fed Cup contre la redoutable équipe ukrainienne emmenée par les sœurs Bondarenko. Elle réalise alors l'exploit de les vaincre toutes les deux en simple : Alona (6-3, 6-4) puis Kateryna (7-6, 6-1). Elle décroche par la même occasion ses deux premières victoires sur des joueuses du top 50. Elle doit néanmoins céder en double associée à Caroline Maes contre les deux sœurs qui forment à ce moment l'une des meilleures paires au monde (elles sont tenantes du titre de l'Open d'Australie). Cap ensuite sur Anvers, où Yanina s'offre devant son public sa première victoire dans le grand tableau d'un tournoi WTA face à Peng Shuai en deux sets, 6-0, 6-4, avant de plier logiquement au tour suivant contre la numéro 8 mondiale Daniela Hantuchová, 6-4, 6-3.
Au mois de mai, Yanina remporte le tournoi d'Indian Harbour Beach en Floride (États-Unis), épreuve du circuit ITF dotée de 50 000 dollars, en s'imposant en finale contre l'Américaine Bethanie Mattek, 107e mondiale et 1re tête de série, 6-4, 7-65. Cette victoire lui permet de faire son entrée dans le top 100 mondial pour la première fois de sa carrière en figurant à la 99e place mondiale.
Le 23 mai, Yanina Wickmayer se hisse dans le tableau final du simple dames de Roland-Garros. C'est la première fois de sa carrière que l'Anversoise de 18 ans se retrouve dans le tableau final d'un tournoi du Grand Chelem. Elle sera la seule Belge dans le tableau final du simple dames, à la suite du retrait de Justine Henin. Elle s'incline néanmoins au premier tour face à la 50e joueuse mondiale Akgul Amanmuradova, 2-6, 5-7. Malgré cette défaite, elle fait un bond de 13 places pour figurer au 85e rang.
Le 14 juin elle atteint pour la première fois la finale d'un tournoi WTA à Birmingham en battant l'Américaine Bethanie Mattek (81e WTA) 7-5, 7-62. Elle échoue en finale contre l'Ukrainienne Kateryna Bondarenko (69e), sur le score très serré de 67-7, 6-3, 64-7. Cette finale permet à Yanina de faire un bond de 19 places et de figurer à la 66e place mondiale.
En décembre, elle se sépare de son entraîneur Glen Schaap et rejoint Carlos Rodríguez, l'ancien entraîneur de Justine Henin.

### 2009 - Premier titre et demi-finaliste à l'US Open
| - vainqueur du tournoi ITF de Surprise (25 000 $) - finaliste du tournoi ITF de Clearwater (50 000 $) - vainqueur du tournoi d'Estoril (Intern'l) - finaliste du tournoi ITF de Saint-Gaudens (50 000 $) | - finaliste du tournoi de Rosmalen (Intern'l) - demi-finaliste de l'US Open - vainqueur du tournoi de Linz (Intern'l) - demi-finaliste du tournoi de Luxembourg |

En février, elle remporte son neuvième titre ITF à Surprise en Arizona.
En avril, Yanina Wickmayer se sépare de Carlos Rodriguez car d'après Marc Wickmayer, le père de la joueuse, leur collaboration fut difficile. À la mi-avril, la joueuse belge se réentraîne au tournoi de Torhout avec Ann Devries et sert de sparring partenaire à Kim Clijsters.
Lors du match de barrage de Fed Cup contre le Canada le week-end du 25-26 avril pour rester dans le 2e groupe mondial, Yanina gagne ses 2 matchs en simple et avec Kirsten Flipkens s'impose en double pour un match décisif, la Belgique gagnant par 3-2 à Hasselt.
Le 9 mai, Yanina remporte le premier grand titre de sa carrière en battant la Russe Ekaterina Makarova (WTA 43) en deux sets dans la finale du tournoi WTA d'Estoril au Portugal.
Le 17 mai, elle s'incline en finale du tournoi ITF de Saint-Gaudens (France) face à la Biélorusse Anastasiya Yakimova en deux sets accrochés : 5-7, 6-7.
Elle occupe à l'issue de ce tournoi la 64e place mondiale.
À Roland-Garros, elle est éliminée au deuxième tour en trois sets par l'Australienne Samantha Stosur, future demi-finaliste du tournoi.
Elle atteint ensuite les quarts de finale du Classic de Birmingham dont elle avait atteint la finale l'année précédente. Le 19 juin, elle atteint à l'Open de Bois-le-Duc les finales du simple et du double dames, sans toutefois parvenir à s'imposer dans les deux cas.
À Wimbledon, elle s'incline au premier tour face à Elena Vesnina.

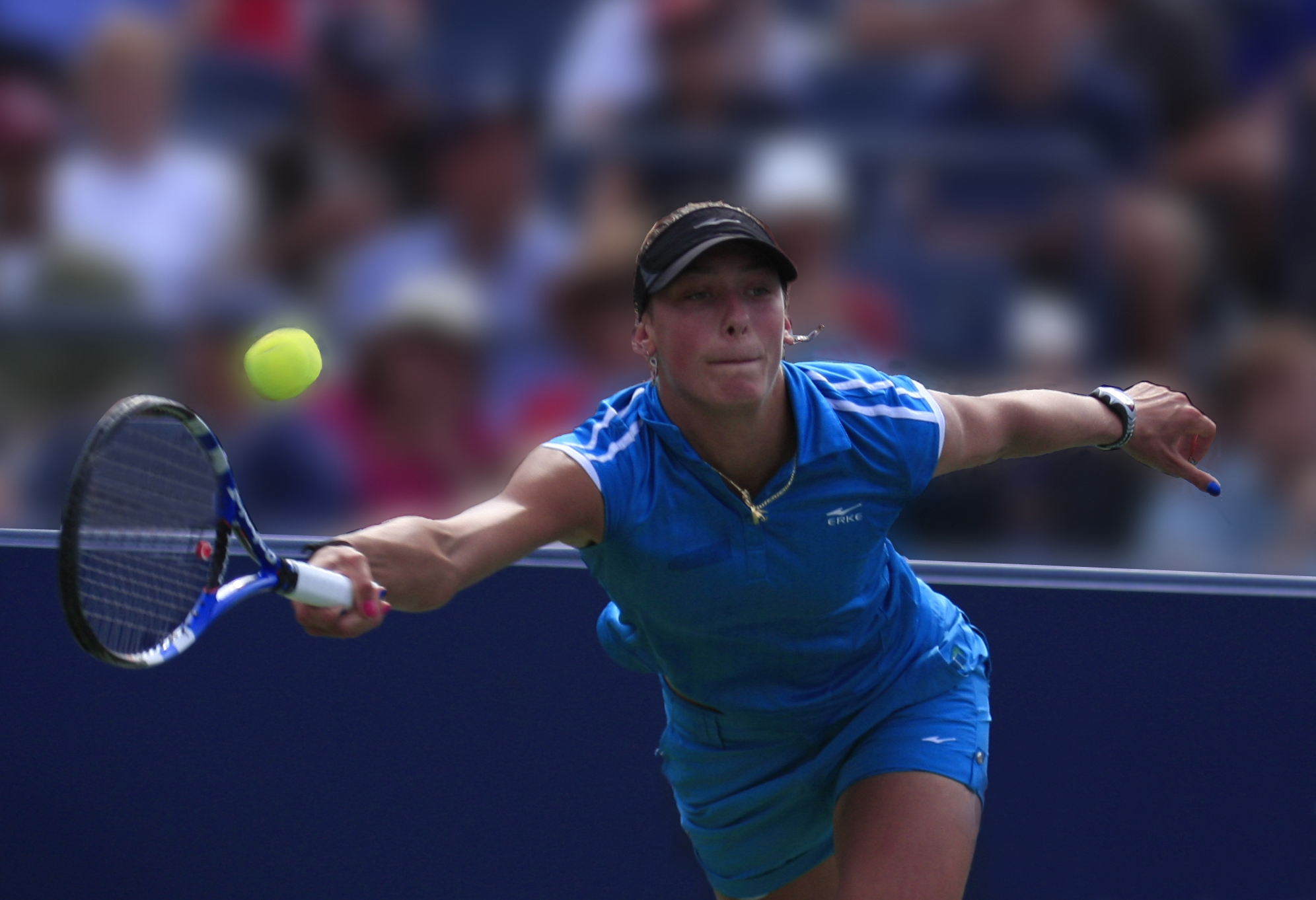
Yanina Wickmayer à l'US Open.

À l'US Open, elle atteint pour la première fois les demi-finales d'un tournoi du Grand Chelem, s'imposant successivement face à Virginie Razzano (6-4, 6-3), Peng Shuai (2-6, 6-1, 6-4), Sara Errani (6-3, 6-4), Petra Kvitová (4-6, 6-4, 7-5) et Kateryna Bondarenko (7-5, 6-4). Elle finit par s'incliner en demi-finale contre Caroline Wozniacki, 8e joueuse mondiale 6-3, 6-3. Cette performance la propulse aux portes du top 20, à la 22e place mondiale.
Elle remporte ensuite son deuxième titre sur le circuit WTA au tournoi de Linz, s'imposant successivement contre Timea Bacsinszky (7-6, 6-4), Alexandra Dulgheru (2-6, 6-3, 6-1), Sara Errani (7-5, 6-3) et Flavia Pennetta (7-6, 6-3) et enfin contre Petra Kvitová (6-3, 6-4).
Elle rentre dans le top 20 mondial fin octobre et grâce à son premier tournoi WTA remporté, elle se qualifie pour le Tournoi international des championnes (Masters B) de Bali, nouvelle épreuve réservée aux joueuses non qualifiées pour les Masters traditionnels qui ont gagné au moins une épreuve dans l'année écoulée.
Le 5 novembre 2009, une suspension d'un an est prononcée à son encontre par le tribunal antidopage flamand pour manquements dans la transmission des informations de localisation, requises dans le cadre de la lutte antidopage. L'annonce de cette suspension provoque une polémique dans le monde du sport belge.
Le 9 novembre, Yanina Wickmayer devient la no 1 belge au classement mondial (WTA 16), devançant de deux places sa compatriote Kim Clijsters.
Le 14 décembre, le tribunal de première Instance de Bruxelles suspend la décision d'interdire des courts de tennis à Yanina Wickmayer, en application de la Convention européenne des droits de l'homme (Wickmayer n'ayant pas bénéficié d'un procès équitable); deux jours plus tard, la Fédération internationale de tennis autorise Wickmayer et Malisse à rejouer.
Le 19 décembre, elle remporte le tournoi exhibition d'Oslo.

### 2010 - La confirmation
| - vainqueur du tournoi d'Auckland (Intern'l) - 1/8 de finale de l'Open d'Australie - quart de finaliste de l'Open de Miami | - quart de finaliste de l'Open de Cincinnati - 1/8 de finale de l'US Open - vainqueur du tournoi ITF de Torhout (100 000 $) |

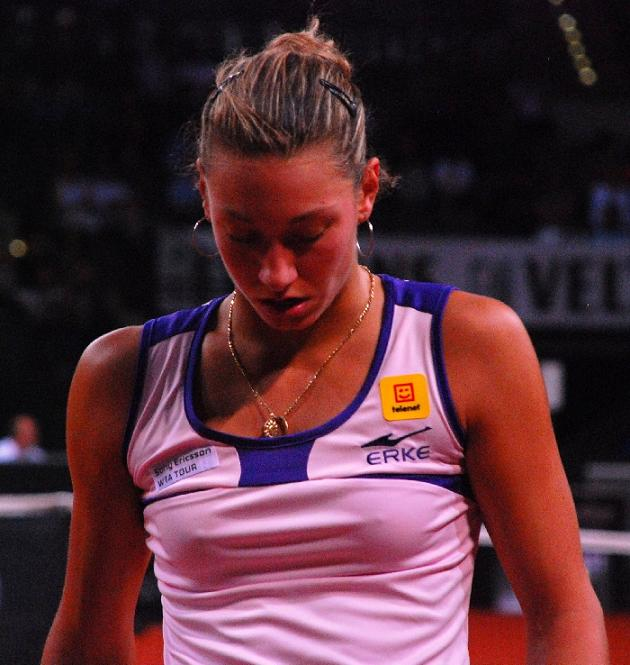
Yanina Wickmayer, Grand Prix de Stuttgart.

Yanina commence son année par le Classic d'Auckland en Nouvelle-Zélande. Elle y remporte le troisième tournoi de sa carrière, battant en finale l'Italienne Flavia Pennetta (6-3, 6-2).
Elle annonce au début de l'Australian Open qu'elle a décidé de rejoindre l'Académie de tennis française de Patrick Mouratoglou située en région parisienne.
À la suite de sa suspension de fin 2009, elle est contrainte de participer aux qualifications de l'Open d'Australie, les inscriptions ayant été clôturées avant de recevoir l'autorisation de rejouer. Elle s'en sort brillamment. Elle bat successivement Alexandra Dulgheru, Flavia Pennetta et Sara Errani pour se hisser au quatrième tour face à sa compatriote Justine Henin, où malgré une belle résistance, elle s'incline en trois sets.
Les semaines suivantes sont plus difficiles. Elle perd successivement au premier tour de l'Open GDF Suez et de l'Open de Dubaï, battue respectivement par la Croate Petra Martić, issue des qualifications, et l'Israélienne Shahar Peer.
À l'Open d'Indian Wells, elle atteint les huitièmes de finale mais est stoppée par María José Martínez Sánchez. La semaine suivante à l'Open de Miami, elle chute en quarts de finale face à Marion Bartoli.
Fin avril, elle contribue à la victoire de la Belgique en Fed Cup contre l'Estonie (3-2) en gagnant ses deux matchs face à Maret Ani et Kaia Kanepi. Cette victoire permet à la Belgique de réintégrer le groupe mondial I.
Elle commence la saison sur terre battue en s'alignant au Grand Prix de Stuttgart où elle perd au 2e tour contre sa compatriote Justine Henin, puis à Rome où elle perd face à la Serbe Jelena Janković en huitième de finale. À Roland-Garros, elle va jusqu'au troisième tour où elle s'incline face à Daniela Hantuchová sur le score de 7-5, 6-3.
En guise de préparation à Wimbledon, elle joue à Birmingham où elle atteint les quarts de finale, puis à Eastbourne où elle perd au premier tour face à sa compatriote Kim Clijsters. À Wimbledon, elle va jusqu'au troisième tour où elle est battue par Vera Zvonareva, future finaliste.
En août, elle participe au tournoi de Cincinnati où elle atteint les quarts de finale. À l'US Open, elle parvient en huitièmes de finale, où elle est battue par Kaia Kanepi.
En octobre, elle remporte son dixième tournoi ITF à Torhout. Par la suite, elle s'aligne au tournoi de Luxembourg où elle est éliminée dès le premier tour, le jour de son anniversaire, mais atteint tout de même les quarts de finale en double aux côtés d'Ana Ivanović.
Le 28 octobre, elle est sélectionnée pour la deuxième année consécutive au Tournoi international des championnes (Masters B). Là-bas, elle s'incline dès le premier tour de nouveau face à Daniela Hantuchová.

### 2011 - Un beau début de saison, puis les blessures
| - finaliste du tournoi d'Auckland (Intern'l) - demi-finaliste de l'Open d'Indian Wells (Premier Mandatory) - 1/8 de finale de Wimbledon |

Yanina commence son année, comme la saison précédente, par le Classic d'Auckland, en Nouvelle-Zélande. Elle ne parvient pas à contrer Gréta Arn, en finale du tournoi, et perd ainsi son titre. La semaine suivante, elle s'incline au premier tour des Internationaux de Sydney contre Samantha Stosur, alors 6e au classement WTA. La semaine suivante, à l'Open d'Australie, elle est battue au deuxième tour par la Lettonne Anastasija Sevastova.
La Belge participe ensuite à la Fed Cup (contre les États-Unis), où elle s'impose à 2 reprises contre Bethanie Mattek-Sands et Melanie Oudin (victoire 4-1 pour la Belgique). La semaine suivante, Yanina est éliminée en 1/4 de finale de l'Open Gaz de France par la future gagnante du titre Petra Kvitová.
La jeune Belge enchaîne avec l'Open de Dubaï, où elle bat respectivement Bojana Jovanovski et Li Na, finaliste du dernier Open d'Australie, avant de s'incliner en huitième de finale face à l'Israélienne Shahar Peer.
Elle participe ensuite à l'Open d'Indian Wells, où elle bat l'Américaine Melanie Oudin, l'Estonienne Kaia Kanepi et la tête de série no 25 Dominika Cibulková. En quart de finale, Yanina élimine Shahar Peer et s'incline contre la Française Marion Bartoli en demi-finale. Ce beau parcours lui permet de remonter à la 20e place du classement WTA.
La jeune joueuse se présente ensuite à l'Open de Miami, où elle est éliminée au deuxième tour par la Russe Elena Vesnina.
Pour son premier tournoi sur terre battue, la Belge se déplace au tournoi de Charleston, où elle est éliminée en quart de finale par Caroline Wozniacki.
En 1/2 finale de la Fed Cup face à la République tchèque, Yanina Wickmayer égalise 1-1 en battant Barbora Záhlavová Strýcová. Le lendemain, la jeune Belge est battue en simple par Petra Kvitová. Associée à Kirsten Flipkens dans le double décisif, elles perdent le match 6-4, 6-4 envoyant ainsi les Tchèques en finale.
Yanina reprend la compétition à l'Open de Madrid où elle est battue dès le premier tour par la Russe Ekaterina Makarova. À Rome, elle est éliminée en 1/8 de finale par Caroline Wozniacki après avoir sorti Ana Ivanović au tour précédent.
À Roland-Garros, elle est éliminée au troisième tour par la Polonaise Agnieszka Radwańska, 13e joueuse mondiale et 12e tête de série sur le score de 6-4, 6-4.
Elle commence la saison sur gazon au tournoi de Rosmalen où elle est éliminée en quarts de finale par l'Italienne Roberta Vinci. À Wimbledon, elle atteint les 1/8 de finale où elle perd 6-0, 6-2 face à la future gagnante Petra Kvitová.
Wickmayer commence la tournée américaine en août au tournoi de Toronto où elle est éliminée d'entrée par Vinci.
Ensuite, elle chute au deuxième tour du tournoi de Cincinnati. Par après, elle participe au tournoi de Dallas
mais elle abandonne en plein match au premier tour à cause d'une blessure au dos. À l'US Open, Wickmayer voit sa blessure au dos se réveiller et abandonne lors du deuxième tour face à la Russe Alla Kudryavtseva.
Elle annonce le 14 octobre qu'elle ne reprendra la compétition que début 2012.

### 2012 - Deux finales, mais pas de trophée
| - finaliste du tournoi d'Hobart (Intern'l) - demi-finaliste de l'Open GDF Suez (Premier) | - finaliste de l'Open d'Autriche (Intern'l) - demi-finaliste du Classic de Stanford (Premier) |

Comme chaque saison, Yanina commence son année par le Classic d'Auckland, tournoi qu'elle a gagné en 2010 et où elle a atteint la finale l'année suivante. Elle s'incline au second tour. La semaine suivante, elle s'incline en finale aux Internationaux d'Hobart. Durant cette semaine, elle écarte, en deux sets, Marina Erakovic, Casey Dellacqua, Simona Halep et Shahar Peer avant de tomber en finale face à l'Allemande Mona Barthel. Le premier Grand Chelem de l'année voit une contre-performance de la joueuse belge. En effet, elle se fait éliminer au premier tour face à Galina Voskoboeva.
La Belge participe ensuite à la Fed Cup (contre la Serbie), où elle permet à son pays d'égaliser à 1 partout en battant Bojana Jovanovski sur le score de 6-4, 6-4. Elle offre le deuxième point à son pays en écrasant la Serbe Aleksandra Krunić sur le score de 6-1, 6-0; la joueuse belge a aligné 12 jeux de suite. Associée à la jeune Alison Van Uytvanck, elle perd le double décisif.
La semaine suivante, à l'Open Gaz de France, Yanina élimine successivement les Américaines Jill Craybas et Christina McHale, et Mona Barthel dans un match épique. En demi-finale, la Belge perd en trois sets face à Angelique Kerber.
Quelques jours plus tard, elle s'aligne à l'Open de Doha où elle écrase la Japonaise Ayumi Morita sur le score de 6-2, 6-1. Elle écarte ensuite l'Italienne Francesca Schiavone, tête de série numéro 7, avant d'éliminer également Ksenia Pervak. En 1/4 de finale, Yanina rencontre la nouvelle numéro 1, Victoria Azarenka, qui lui inflige un sévère 6-0, 6-4. À Indian Wells, Yanina s'incline dès le deuxième tour face à Jarmila Gajdošová. Demi-finaliste de l'épreuve l'année précédente, elle perd une grande quantité de points, ce qui l'éjecte du top 30 pour une courte période. En effet, à l'Open de Miami, Yanina s'incline en 1/8 de finale face à Caroline Wozniacki (7-6, 6-0) après avoir notamment battu Kim Clijsters. Cette performance lui permet de retrouver le top 30. À Charleston, elle est éliminée dès le second tour par Yaroslava Shvedova.
Elle décide de ne pas participer à la rencontre de la Fed Cup qui se déroule au Japon, sur surface dure. Son désistement est dû à une incompatibilité avec sa préparation pour les tournois européens sur terre battue.
Yanina essuie une série de non-performances. En effet, elle est éliminée prématurément des tournois de Fès, de Madrid et Rome par Patricia Mayr, Roberta Vinci et Iveta Benešová.
La semaine précédant Roland-Garros, elle s'aligne à l'Open de Bruxelles où elle est battue au second tour par Dominika Cibulková. Aux Internationaux de France, elle est éliminée dès le premier tour en trois sets par la Bulgare Tsvetana Pironkova.
Début juin, elle est invitée à participer à l'Open d'Autriche. Elle y bat successivement la Colombienne Mariana Duque Mariño, les Autrichiennes Patricia Mayr et Yvonne Meusburger. En demi-finale, elle écarte la Luxembourgeoise Mandy Minella. En finale, elle rejoint la Française Alizé Cornet. Malgré sa place de favorite, elle ne remporte pas son quatrième titre sur le circuit. Yanina perd sa deuxième finale de l'année, mais se réhabitue à la victoire.
Yanina enchaîne par une défaite au premier tour de l'Open de Bois-le-Duc. À Wimbledon, elle élimine brillamment Svetlana Kuznetsova. Ensuite, elle sort Galina Voskoboeva en 3 sets avant de tomber face à l'Autrichienne Tamira Paszek.
La joueuse belge continue sa saison au Classic de Stanford. Elle y évince Chang Kai-chen et Heather Watson toutes les deux en trois sets. En quart de finale, elle bat la Française Marion Bartoli pour la première fois de sa carrière. Au tour suivant, elle ne résiste pas à la "lucky loser" Coco Vandeweghe.
La semaine suivante, elle abandonne dès le premier tour du tournoi de San Diego. Au tournoi olympique, Yanina est éliminée par Caroline Wozniacki dès le second tour malgré un très bon match.
La fin de saison n'est pas plus prolifique. Yanina termine la saison au 23e rang mondial. Sa saison est caractérisée par des hauts et des bas. En effet, la joueuse belge atteint deux finales mais elle s'est fait éliminer au premier tour dans plusieurs tournois.

### 2013 - Chute dans le classement mondial et premier titre en double
| - Finaliste du tournoi d'Auckland (Intern'l) - Demi-finaliste du tournoi d'Eastbourne (Premier) | - Premier titre en double au tournoi de Luxembourg (Intern'l) - Finaliste de l'Open de Taïwan (WTA 125) |

Comme chaque saison, Yanina commence son année par le Classic d'Auckland où elle a atteint une troisième finale qu'elle perd face à la Polonaise Agnieszka Radwańska, quatrième joueuse mondiale. La joueuse belge continue sa préparation de l'Open d'Australie en participant aux Internationaux de Sydney. Yanina s'incline au 3e tour de l'Open d'Australie contre la Russe Maria Kirilenko.
Après la tournée australienne, la joueuse belge participe à l'Open de France où elle s'incline dès le second tour. Elle joue ensuite en Fed Cup face à la Suisse où elle gagne son premier match mais perd le second face à Romina Oprandi. La Belgique s'incline 1 à 4 et est reléguée en barrage du Groupe II mondial.
Yanina enchaîne ensuite les défaites aux tournois sur dur au premier tour (Doha), second tour (Miami) et troisième tour (Indian Wells).
Aux tournois sur terre battue, elle ne dépasse pas le second tour, s'inclinant notamment au premier tour à Madrid, Bruxelles et Roland-Garros.
Sa saison sur herbe débute par un second tour au Classic de Birmingham. Yanina décide alors de changer d'entraîneur et de travailler avec Stefan Wauters. Elle enchaîne avec le tournoi d'Eastbourne où elle passe enfin plus de deux tours en s'imposant face à deux joueuses du top 10, Petra Kvitová et Maria Kirilenko. Elle s'incline cependant en demi-finale face à Elena Vesnina. La semaine suivante à Wimbledon, elle ne confirme pas ses bons résultats et s'incline au premier tour face à Vesna Manasieva.
Sa tournée américaine est à nouveau peu réjouissante, avec des défaites au premier tour (Stanford, Cincinnati, US Open) et au deuxième tour (Toronto, Luxembourg). Petite éclaircie avec un titre en double à Luxembourg avec Stephanie Vogt. Yanina termine sa saison en Asie, à l'Open de Nankin où elle atteint les demi-finales, puis celui de Taïwan où elle s'incline en finale face à sa compatriote Alison Van Uytvanck.

### 2014 - Stabilisation au classement mondial mais manque de performances
| - Quart de finale à Doha (Premier 5) |

Comme depuis plusieurs saisons, Yanina commence son année par le Classic d'Auckland où elle est éliminée dès le 1er tour par Kristýna Plíšková, une joueuse qualifiée. La joueuse belge boucle la tournée australienne par un abandon au second tour du tournoi d'Hobart et une défaite au second tour de l'Open d'Australie face à l'Américaine Alison Riske.
Yanina ne s'aligne plus à un tournoi avant l'Open de Doha où elle est battue en quart de finale par Agnieszka Radwańska. Lors de ce tournoi, elle bat pour la première fois de sa carrière Caroline Wozniacki, l'ex-numéro 1 mondiale. Elle s'envole ensuite pour l'Open du Mexique où elle s'incline dès le 2e tour
La joueuse belge enchaîne ensuite avec trois défaites sur dur : une au second tour à Indian Wells, une au premier tour à Miami ainsi qu'à l'Open de Katowice.
Elle entame sa saison sur terre à Estoril où elle est éliminée au second tour par Roberta Vinci. Elle enchaîne deux défaites dès son entrée en lice de deux tournois ITF, dotés de 100 000 $, à Cagnes-sur-Mer et à Prague. À Roland-Garros, elle bat Caroline Wozniacki, tête de série no 13, mais s'incline dès le second tour.
Sa saison sur herbe débute par un second tour au Classic de Birmingham. À Rosmalen, Yanina est battue dès son entrée en lice. Malgré un premier tour réussi face à Samantha Stosur, tête de série no 17, la joueuse belge s'incline au second tour du tournoi de Wimbledon face à une joueuse sortant des qualifications.
Elle entame sa tournée américaine par deux défaites au premier tour d'abord à Stanford, ensuite à Montréal après s'être extirpée des qualifications. À Cincinnati, elle se qualifie pour le tableau final, en battant notamment sa compatriote Alison Van Uytvanck dans les qualifications. Elle défie l'Italienne Sara Errani au premier tour.

### 2015 - Deux titres et huitième de finale en Australie
| - Vainqueur au Japon (WTA Int.) et à Carlsbad (WTA 125). - Demi-finale à Prague (WTA Int.) et à Guangzhou (WTA Int.). | - Quart de finale à Nottingham (WTA Int.). - 1/8 de finale de l'Open d'Australie. |

Wickmayer entame l'année par deux défaites : dès le 1er tour au Classic d'Auckland face à Taylor Townsend, une joueuse invitée, et aux internationaux de Sydney face à Tímea Babos. La joueuse belge sauve sa tournée australienne en atteignant les huitièmes de finale de l'Open d'Australie en évinçant notamment Anastasia Pavlyuchenkova, tête de série no 23, et Sara Errani, tête de série no 14. Elle s'incline face à Simona Halep, la 3e joueuse mondiale.
Yanina est éliminée prématurément de nombreux tournois consécutifs avant d'atteindre les demi-finales du tournoi de Prague où elle est battue par Karolína Plíšková.
La fin de saison sur terre battue n'est pas très fructueuse. Elle entame la saison sur gazon à Nottingham où elle abandonne en 1/4 de finale face à Alison Riske en raison d'une intoxication alimentaire. Vers la fin de l'année, à partir de septembre, elle réalise trois super tournois avec un titre à Tokyo en battant en finale Magda Linette (4-6, 6-3, 6-3), puis une demi-finale à Guangzhou perdue face à Jelena Janković en trois sets très serrés (6-3, 2-6, 7-5) et un autre titre au WTA 125 de Carlsbad sans perdre le moindre set et battant en finale (6-3, 7-64) l'Américaine Nicole Gibbs, lui permettant ainsi de terminer l'année dans le top 50 sur ce dernier tournoi.

### 2016
| - Vainqueur à Washington (WTA Int.) en simple et en double. - Demi-finale à Acapulco (WTA Int.). | - Quart de finale à Birmingham (Premier). |

Yanina Wickmayer entame l'année par une défaite dès le premier tour au tournoi de Brisbane face à Dominika Cibulková (3-6, 6-4, 6-4). À l'Open d'Australie, elle est éliminée dès son premier match par Magdaléna Rybáriková. Fin février, elle bat la 25e mondiale Anastasia Pavlyuchenkova en quarts de finale du tournoi d'Acapulco, mais est ensuite privée de finale, défaite par Sloane Stephens, future lauréate. À Miami, elle bat la 15e mondiale Lucie Šafářová (6-2, 6-3) au second tour mais est ensuite éliminée par Heather Watson en trois manches.
Pour démarrer la saison sur terre battue, elle enchaîne quatre défaites au premier tour. Elle participe ensuite à Roland-Garros et y bat la 29e mondiale Ekaterina Makarova (2-6, 6-2, 6-2) au second tour mais s'incline au tour suivant contre l'Espagnole Garbiñe Muguruza, la future lauréate du tournoi.

### 2017
| - Quart de finale à Budapest (WTA Int.). |

### 2022-2023 - Retour
En 2022, Yanina Wickmayer fait son retour sur le circuit ITF après avoir donné naissance à sa fille Luana Daniëlla. Elle atteint une première finale en mai au tournoi ITF de Netanya. Elle se qualifie pour le tournoi de Wimbledon où elle bat la Chinoise Zhu Lin puis est éliminée par Jeļena Ostapenko. En double, elle remporte le tournoi de Corée avec Kristina Mladenovic en battant en finale les premières têtes de série Asia Muhammad et Sabrina Santamaria.
En 2023, elle remporte les tournois ITF de Tallinn en janvier, de Trnava en mai et de Surbiton en juin et remonte aux portes du top 100 du classement WTA. En double, elle remporte les tournois ITF de Porto avec Céline Naef, d'Altenkirchen, de Trnava et de Croissy-Beaubourg avec Greet Minnen et de Surbiton avec Sophie Chang. En juillet, elle se qualifie pour la première fois pour les demi-finales d'un tournoi WTA depuis son retour au tournoi de Varsovie, ce qui lui permet de remonter dans le top 100 du classement WTA en simple. En double, elle remporte le tournoi avec Heather Watson et atteint son meilleur classement en carrière à la 66e place.

## Palmarès

### Titres en simple dames
| No | Date       | Nom et lieu du tournoi           | Catégorie | Dotation  | Surface      | Finaliste          | Score         |          |
| -- | ---------- | -------------------------------- | --------- | --------- | ------------ | ------------------ | ------------- | -------- |
| 1  | 04-05-2009 | Estoril Open, Estoril            | Intern'l  | 220 000 $ | Terre (ext.) | Ekaterina Makarova | 7-5, 6-2      | Parcours |
| 2  | 12-10-2009 | Generali Ladies, Linz            | Intern'l  | 220 000 $ | Dur (int.)   | Petra Kvitová      | 6-3, 6-4      | Parcours |
| 3  | 04-01-2010 | ASB Classic, Auckland            | Intern'l  | 220 000 $ | Dur (ext.)   | Flavia Pennetta    | 6-3, 6-2      | Parcours |
| 4  | 14-09-2015 | Japan Women's Open Tennis, Tokyo | Intern'l  | 250 000 $ | Dur (ext.)   | Magda Linette      | 4-6, 6-3, 6-3 | Parcours |
| 5  | 18-07-2016 | Citi Open, Washington D.C.       | Intern'l  | 250 000 $ | Dur (ext.)   | Lauren Davis       | 6-4, 6-2      | Parcours |

### Finales en simple dames
| No | Date       | Nom et lieu du tournoi                 | Catégorie | Dotation  | Surface      | Vainqueure          | Score           |          |
| -- | ---------- | -------------------------------------- | --------- | --------- | ------------ | ------------------- | --------------- | -------- |
| 1  | 09-06-2008 | DFS Classic, Birmingham                | Tier III  | 200 000 $ | Gazon (ext.) | Kateryna Bondarenko | 7-67, 3-6, 7-64 | Parcours |
| 2  | 15-06-2009 | Ordina Open, Bois-le-Duc               | Intern'l  | 220 000 $ | Gazon (ext.) | Tamarine Tanasugarn | 6-3, 7-5        | Parcours |
| 3  | 03-01-2011 | ASB Classic, Auckland                  | Intern'l  | 220 000 $ | Dur (ext.)   | Gréta Arn           | 6-3, 6-3        | Parcours |
| 4  | 08-01-2012 | Moorilla International, Hobart         | Intern'l  | 220 000 $ | Dur (ext.)   | Mona Barthel        | 6-1, 6-2        | Parcours |
| 5  | 11-06-2012 | Nürnberger Gastein Ladies, Bad Gastein | Intern'l  | 220 000 $ | Terre (ext.) | Alizé Cornet        | 7-5, 7-61       | Parcours |
| 6  | 31-12-2012 | ASB Classic, Auckland                  | Intern'l  | 235 000 $ | Dur (ext.)   | Agnieszka Radwańska | 6-4, 6-4        | Parcours |

### Titres en double dames
| No | Date       | Nom et lieu du tournoi           | Catégorie | Dotation  | Surface    | Partenaire          | Finalistes                         | Score     |          |
| -- | ---------- | -------------------------------- | --------- | --------- | ---------- | ------------------- | ---------------------------------- | --------- | -------- |
| 1  | 14-10-2013 | BGL BNP Paribas Open Luxembourg  | Intern'l  | 235 000 $ | Dur (int.) | Stephanie Vogt      | Kristina Barrois Laura Thorpe      | 7-62, 6-4 | Parcours |
| 2  | 18-07-2016 | Citi Open Washington D.C.        | Intern'l  | 250 000 $ | Dur (ext.) | Monica Niculescu    | Shuko Aoyama Risa Ozaki            | 6-4, 6-3  | Parcours |
| 3  | 19-09-2022 | Hana Bank Korea Open Séoul       | WTA 250   | 251 750 $ | Dur (ext.) | Kristina Mladenovic | Asia Muhammad Sabrina Santamaria   | 6-3, 6-2  | Parcours |
| 4  | 24-07-2023 | BNP Paribas Warsaw Open Varsovie | WTA 250   | 259 303 $ | Dur (ext.) | Heather Watson      | Weronika Falkowska Katarzyna Piter | 6-4, 6-4  | Parcours |

### Finales en double dames
| No | Date       | Nom et lieu du tournoi                    | Catégorie | Dotation  | Surface      | Vainqueures                   | Partenaire         | Score             |          |
| -- | ---------- | ----------------------------------------- | --------- | --------- | ------------ | ----------------------------- | ------------------ | ----------------- | -------- |
| 1  | 15-06-2009 | Ordina Open Bois-le-Duc                   | Intern'l  | 220 000 $ | Gazon (ext.) | Sara Errani Flavia Pennetta   | Michaëlla Krajicek | 6-4, 5-7, [13-11] | Parcours |
| 2  | 09-09-2019 | ICBC Credit Card Zhengzhou Open Zhengzhou | Premier   | 943 900 $ | Dur (ext.)   | Nicole Melichar Květa Peschke | Tamara Zidanšek    | 6-1, 7-61         | Parcours |

### Titre en simple en WTA 125
| No | Date       | Nom et lieu du tournoi     | Catégorie | Dotation  | Surface    | Finaliste    | Score     |          |
| -- | ---------- | -------------------------- | --------- | --------- | ---------- | ------------ | --------- | -------- |
| 1  | 23-11-2015 | Carlsbad Classic, Carlsbad | WTA 125   | 125 000 $ | Dur (ext.) | Nicole Gibbs | 6-3, 7-64 | Parcours |

### Finale en simple en WTA 125
| No | Date       | Nom et lieu du tournoi             | Catégorie | Dotation  | Surface         | Vainqueure          | Score    |          |
| -- | ---------- | ---------------------------------- | --------- | --------- | --------------- | ------------------- | -------- | -------- |
| 1  | 04-11-2013 | OEC Taipei WTA Ladies Open, Taïwan | WTA 125   | 125 000 $ | Moquette (int.) | Alison Van Uytvanck | 6-4, 6-2 | Parcours |

### Titre en double en WTA 125
| No | Date       | Nom et lieu du tournoi                | Catégorie | Dotation  | Surface    | Partenaire      | Finalistes                | Score    |          |
| -- | ---------- | ------------------------------------- | --------- | --------- | ---------- | --------------- | ------------------------- | -------- | -------- |
| 1  | 26-02-2018 | Oracle Challenger Series Indian Wells | WTA 125   | 150 000 $ | Dur (ext.) | Taylor Townsend | Jennifer Brady Vania King | 6-4, 6-4 | Parcours |

### Finales en double en WTA 125
| No | Date       | Nom et lieu du tournoi                  | Catégorie | Dotation  | Surface    | Vainqueures                       | Partenaire      | Score     |          |
| -- | ---------- | --------------------------------------- | --------- | --------- | ---------- | --------------------------------- | --------------- | --------- | -------- |
| 1  | 16-04-2018 | Zhengzhou Women's Tennis Open Zhengzhou | WTA 125   | 115 000 $ | Dur (ext.) | Duan Ying-Ying Wang Yafan         | Naomi Broady    | 7-65, 6-3 | Parcours |
| 2  | 21-01-2019 | Oracle Challenger Series Newport Beach  | WTA 125   | 150 000 $ | Dur (ext.) | Hayley Carter Ena Shibahara       | Taylor Townsend | 6-3, 7-61 | Parcours |
| 3  | 25-02-2019 | Oracle Challenger Series Indian Wells   | WTA 125   | 150 000 $ | Dur (ext.) | Kristýna Plíšková Evgeniya Rodina | Taylor Townsend | 7-67, 6-4 | Parcours |

## Parcours en Grand Chelem

### En simple dames
| Année | Open d'Australie | Open d'Australie     | Internationaux de France | Internationaux de France | Wimbledon       | Wimbledon            | US Open         | US Open            |
| ----- | ---------------- | -------------------- | ------------------------ | ------------------------ | --------------- | -------------------- | --------------- | ------------------ |
| 2008  | Q2               | Katie O'Brien        | 1er tour (1/64)          | Akgul Amanmuradova       | 1er tour (1/64) | Ai Sugiyama          | 1er tour (1/64) | Katarina Srebotnik |
| 2009  | 1er tour (1/64)  | Alberta Brianti      | 2e tour (1/32)           | Samantha Stosur          | 1er tour (1/64) | Elena Vesnina        | 1/2 finale      | Caroline Wozniacki |
| 2010  | 1/8 de finale    | Justine Henin        | 3e tour (1/16)           | Daniela Hantuchová       | 3e tour (1/16)  | Vera Zvonareva       | 1/8 de finale   | Kaia Kanepi        |
| 2011  | 2e tour (1/32)   | Anastasija Sevastova | 3e tour (1/16)           | Agnieszka Radwańska      | 1/8 de finale   | Petra Kvitová        | 2e tour (1/32)  | Alla Kudryavtseva  |
| 2012  | 1er tour (1/64)  | Galina Voskoboeva    | 1er tour (1/64)          | Tsvetana Pironkova       | 3e tour (1/16)  | Tamira Paszek        | 2e tour (1/32)  | Pauline Parmentier |
| 2013  | 3e tour (1/16)   | Maria Kirilenko      | 1er tour (1/64)          | A.K. Schmiedlová         | 1er tour (1/64) | Vesna Manasieva      | 1er tour (1/64) | Maria Kirilenko    |
| 2014  | 2e tour (1/32)   | Alison Riske         | 2e tour (1/32)           | S. Soler Espinosa        | 2e tour (1/32)  | Ana Konjuh           | 1er tour (1/64) | Belinda Bencic     |
| 2015  | 1/8 de finale    | Simona Halep         | 1er tour (1/64)          | Elina Svitolina          | 1er tour (1/64) | Elizaveta Kulichkova | 2e tour (1/32)  | Victoria Azarenka  |
| 2016  | 1er tour (1/64)  | Magdaléna Rybáriková | 3e tour (1/16)           | Garbiñe Muguruza         | 1er tour (1/64) | Karolína Plíšková    | 1er tour (1/64) | Julia Görges       |
| 2017  | 1er tour (1/64)  | Lucie Šafářová       | 1er tour (1/64)          | Daria Kasatkina          | 2e tour (1/32)  | Garbiñe Muguruza     | 2e tour (1/32)  | Kaia Kanepi        |
| 2018  | Q2               | Priscilla Hon        | 1er tour (1/64)          | Samantha Stosur          | 3e tour (1/16)  | Donna Vekić          | 1er tour (1/64) | Petra Kvitová      |
| 2019  | Q1               | Kaja Juvan           | Q1                       | Natalia Vikhlyantseva    | 2e tour (1/32)  | Zhang Shuai          | Q2              | Wang Xiyu          |
| 2020  | Q2               | Ann Li               | Q1                       | Lesley Kerkhove          | Annulé          | Annulé               | 1er tour (1/64) | Sofia Kenin        |
|       |                  |                      |                          |                          |                 |                      |                 |                    |
| 2022  | —                | —                    | —                        | —                        | 2e tour (1/32)  | Jeļena Ostapenko     | Q2              | Daria Snigur       |
| 2023  | —                | —                    | Q2                       | Olga Danilović           | 1er tour (1/64) | Anna Blinkova        | 2e tour (1/32)  | Madison Keys       |
| 2024  | 1er tour (1/64)  | Varvara Gracheva     | —                        | —                        | —               | —                    | —               | —                  |
| 2025  | —                | —                    | 1er tour (1/64)          | Victoria Azarenka        | 1er tour (1/64) | Renata Zarazúa       |                 |                    |

N.B. : à droite du résultat se trouve le nom de l'ultime adversaire.

### En double dames
| Année | Open d'Australie                                                                  | Open d'Australie                                                           | Internationaux de France                                                         | Internationaux de France                                                            | Wimbledon                                                                            | Wimbledon                                                                              | US Open                                                                             | US Open |
| ----- | --------------------------------------------------------------------------------- | -------------------------------------------------------------------------- | -------------------------------------------------------------------------------- | ----------------------------------------------------------------------------------- | ------------------------------------------------------------------------------------ | -------------------------------------------------------------------------------------- | ----------------------------------------------------------------------------------- | ------- |
| 2008  | —                                                                                 | —                                                                          | 1er tour (1/32) Razzano \|\| style="text-align:left;" \| Dechy Likhovtseva       | —                                                                                   | —                                                                                    | 1er tour (1/32) Cetkovská \|\| style="text-align:left;" \| Black Huber                 |                                                                                     |         |
| 2009  | 1er tour (1/32) Domachowska \|\| style="text-align:left;" \| Poutchek Rodionova   | 1er tour (1/32) Şenoğlu \|\| style="text-align:left;" \| Chuang Mirza      | 2e tour (1/16) Rybáriková \|\| style="text-align:left;" \| Azarenka Vesnina      | 1er tour (1/32) Pavlyuchenkova \|\| style="text-align:left;" \| Llagostera Martínez |                                                                                      |                                                                                        |                                                                                     |         |
| 2010  | 2e tour (1/16) Razzano \|\| style="text-align:left;" \| Vesnina Zheng             | —                                                                          | —                                                                                | 1er tour (1/32) Flipkens \|\| style="text-align:left;" \| Dushevina Makarova        | 1er tour (1/32) Rezaï \|\| style="text-align:left;" \| Bondarenko                    |                                                                                        |                                                                                     |         |
| 2011  | 1er tour (1/32) Halep \|\| style="text-align:left;" \| Dekmeijere Morita          | —                                                                          | —                                                                                | —                                                                                   | —                                                                                    | —                                                                                      | —                                                                                   |         |
| 2012  | —                                                                                 | —                                                                          | 1er tour (1/32) Stephens \|\| style="text-align:left;" \| Dekmeijere Tanasugarn  | 1er tour (1/32) Peer \|\| style="text-align:left;" \| Radwańska                     | —                                                                                    | —                                                                                      |                                                                                     |         |
| 2013  | 2e tour (1/16) Kuznetsova \|\| style="text-align:left;" \| Llagostera Zheng       | —                                                                          | —                                                                                | 2e tour (1/16) Pironkova \|\| style="text-align:left;" \| King Zheng                | 1er tour (1/32) Cîrstea \|\| style="text-align:left;" \| Barty Dellacqua             |                                                                                        |                                                                                     |         |
| 2014  | 1er tour (1/32) Cibulková \|\| style="text-align:left;" \| Babos Martić           | 1er tour (1/32) Puig \|\| style="text-align:left;" \| Koukalová Niculescu  | 1er tour (1/32) Zhang \|\| style="text-align:left;" \| Kudryavtseva Rodionova    | 1er tour (1/32) Van Uytvanck \|\| style="text-align:left;" \| McHale Schmiedlová    |                                                                                      |                                                                                        |                                                                                     |         |
| 2015  | 1er tour (1/32) Vandeweghe \|\| style="text-align:left;" \| Cibulková Flipkens    | 1er tour (1/32) Wang \|\| style="text-align:left;" \| Brengle Maria        | —                                                                                | —                                                                                   | —                                                                                    | —                                                                                      |                                                                                     |         |
| 2016  | 1er tour (1/32) Van Uytvanck \|\| style="text-align:left;" \| Krejčíková Wang     | 1er tour (1/32) Beck \|\| style="text-align:left;" \| Garcia Mladenovic    | 2e tour (1/16) Beck \|\| style="text-align:left;" \| Makarova Vesnina            | 1er tour (1/32) Beck \|\| style="text-align:left;" \| Arruabarrena Savchuk          |                                                                                      |                                                                                        |                                                                                     |         |
| 2017  | 1er tour (1/32) Janković \|\| style="text-align:left;" \| Hingis Vandeweghe       | 2e tour (1/16) Parmentier \|\| style="text-align:left;" \| Bertens Larsson | —                                                                                | —                                                                                   | —                                                                                    | —                                                                                      |                                                                                     |         |
|       |                                                                                   |                                                                            |                                                                                  |                                                                                     |                                                                                      |                                                                                        |                                                                                     |         |
| 2020  | —                                                                                 | —                                                                          | 1er tour (1/32) A. Petkovic \|\| style="text-align:left;" \| C. Lister S. Rogers | Annulé                                                                              | Annulé                                                                               | —                                                                                      | —                                                                                   |         |
|       |                                                                                   |                                                                            |                                                                                  |                                                                                     |                                                                                      |                                                                                        |                                                                                     |         |
| 2022  | —                                                                                 | —                                                                          | —                                                                                | —                                                                                   | 1er tour (1/32) Y. Putintseva \|\| style="text-align:left;" \| G. Dabrowski G. Olmos | 1er tour (1/32) Y. Putintseva \|\| style="text-align:left;" \| R. Peterson A. Potapova |                                                                                     |         |
| 2023  | —                                                                                 | —                                                                          | —                                                                                | —                                                                                   | —                                                                                    | —                                                                                      | 2e tour (1/16) G. Minnen \|\| style="text-align:left;" \| L. Siegemund V. Zvonareva |         |
| 2024  | 1er tour (1/32) G. Minnen \|\| style="text-align:left;" \| Hsieh S.-w. E. Mertens | —                                                                          | —                                                                                | —                                                                                   | —                                                                                    | —                                                                                      | —                                                                                   |         |
| 2025  | —                                                                                 | —                                                                          | 1/4 de finale I.-C. Begu \|\| style="text-align:left;" \| U. Eikeri E. Hozumi    | 1er tour (1/32) A. Sevastova \|\| style="text-align:left;" \| E.-G. Ruse M. Kostyuk | —                                                                                    | —                                                                                      |                                                                                     |         |

N.B. : le nom de la partenaire se trouve sous le résultat ; les noms des ultimes adversaires se trouvent à droite.

### En double mixte
| Année | Open d'Australie | Open d'Australie | Internationaux de France | Internationaux de France | Wimbledon                                                                     | Wimbledon | US Open | US Open |
| ----- | ---------------- | ---------------- | ------------------------ | ------------------------ | ----------------------------------------------------------------------------- | --------- | ------- | ------- |
| 2010  | —                | —                | —                        | —                        | 1er tour (1/32) D. Norman \|\| style="text-align:left;" \| A. Smith J. Marray | —         | —       |         |

N.B. : le nom du partenaire se trouve sous le résultat ; les noms des ultimes adversaires se trouvent à droite.

## Parcours en «Premier» et WTA 1000
Les tournois WTA « Premier Mandatory » et « Premier 5 » (entre 2009 et 2020) et WTA 1000 (à partir de 2021) constituent les catégories d'épreuves les plus prestigieuses, après les quatre levées du Grand Chelem.

### En simple dames
| Année |       |                            |                         |                              |                               |                              |                               |                               |                                 |                               |  |                             |
| Doha  | Dubaï | Indian Wells               | Miami                   | Madrid                       | Rome                          | Canada                       | Cincinnati                    | Pékin                         |                                 | Tokyo                         |  |                             |
| Doha  | Dubaï | Indian Wells               | Miami                   | Madrid                       | Rome                          | Canada                       | Cincinnati                    | Pékin                         | Wuhan                           |                               |  |                             |
| Doha  | Dubaï | Indian Wells               | Miami                   | Madrid                       | Rome                          | Canada                       | Cincinnati                    | Pékin                         | Guadalajara                     |                               |  |                             |
| 2009  |       | Hors calendrier            |                         | 2e tour (1/32) D. Hantuchová | 1er tour (1/64) M.J. Martínez |                              |                               | 1er tour (1/32) K. Bondarenko | 2e tour (1/16) E. Dementieva    | 1er tour (1/32) A. Kleybanova |  |                             |
| 2010  |       | Hors calendrier            | 1er tour (1/32) S. Peer | 4e tour (1/8) M.J. Martínez  | 1/4 de finale M. Bartoli      |                              | 3e tour (1/8) J. Janković     | 2e tour (1/16) A. Szávay      | 1/4 de finale A. Pavlyuchenkova | 1er tour (1/32) D. Cibulková  |  | 1er tour (1/32) M. Bartoli  |
| 2011  |       | WTA 500                    | 3e tour (1/8) S. Peer   | 1/2 finale M. Bartoli        | 2e tour (1/32) E. Vesnina     | 1er tour (1/32) E. Makarova  | 3e tour (1/8) C. Wozniacki    | 1er tour (1/32) R. Vinci      | 2e tour (1/16) P. Martić        |                               |  |                             |
| 2012  |       | 1/4 de finale V. Azarenka  | WTA 500                 | 2e tour (1/32) J. Gajdošová  | 4e tour (1/8) C. Wozniacki    | 2e tour (1/16) R. Vinci      | 1er tour (1/32) I. Benešová   | 1er tour (1/32) R. Vinci      | 1er tour (1/32) S. Cîrstea      | 1er tour (1/32) Peng S.       |  | 1er tour (1/32) J. Janković |
| 2013  |       | 1er tour (1/32) R. Vinci   | WTA 500                 | 3e tour (1/16) A. Kerber     | 2e tour (1/32) A. Morita      | 1er tour (1/32) P. Kvitová   | 2e tour (1/16) L. Domínguez   | 2e tour (1/16) A. Radwańska   | 1er tour (1/32) M. Niculescu    |                               |  |                             |
| 2014  |       | 1/4 de finale A. Radwańska | WTA 500                 | 2e tour (1/32) L. Šafářová   | 1er tour (1/64) V. Lepchenko  |                              |                               | 1er tour (1/32) Ka. Plíšková  | 1er tour (1/32) S. Errani       |                               |  |                             |
| 2015  |       | WTA 500                    |                         | 2e tour (1/32) M. Sharapova  | 1er tour (1/64) S. Stephens   |                              |                               | 1er tour (1/32) L. Tsurenko   |                                 |                               |  |                             |
| 2016  |       |                            | WTA 500                 | 2e tour (1/32) S. Stosur     | 3e tour (1/16) H. Watson      | 1er tour (1/32) E. Svitolina | 1er tour (1/32) T. Bacsinszky | 1er tour (1/32) K. Kučová     |                                 | 2e tour (1/16) S. Halep       |  | 2e tour (1/16) C. Suárez    |
| 2017  |       | WTA 500                    |                         | 2e tour (1/32) D. Gavrilova  | 1er tour (1/64) L. Šafářová   |                              |                               |                               |                                 |                               |  |                             |
| 2018  |       |                            | WTA 500                 | 2e tour (1/32) D. Gavrilova  |                               |                              |                               |                               |                                 |                               |  |                             |
| 2019  |       | WTA 500                    |                         |                              | 2e tour (1/32) N. Osaka       |                              |                               |                               |                                 |                               |  |                             |
|       |       | WTA 1000                   |                         |                              |                               |                              |                               |                               |                                 |                               |  |                             |
| 2023  |       | WTA 500                    |                         |                              |                               |                              |                               |                               |                                 |                               |  | 1er tour (1/32) E. Mertens  |

Sous le résultat, l’ultime adversaire.
1. 1 2   Les tournois de Doha et Dubaï alternent le statut de tournoi WTA 1000 (ex Premier 5) entre 2009 et 2023 : les trois premières éditions ont lieu à Dubaï, les trois suivantes à Doha, puis Dubaï accueille le tournoi de cette catégorie les années impaires et Dubaï les années paires. De 2011 à 2023, la ville qui n’accueille pas de WTA 1000 organise à la place un tournoi WTA 500 (ex Premier).
2. 1 2 3 4 5 6 7 8   L’ordre de déroulement des tournois a évolué depuis 2009 : Rome se dispute avant Madrid et Cincinnati avant Montréal/Toronto jusqu’en 2010, tandis que Tokyo (2009-2013)-Wuhan (2014-2019, 2024-)-Guadalajara (2022-2023) ont lieu avant Pékin jusqu’en 2023.

## Parcours aux Jeux olympiques

### En simple dames
| # | Date       | Nom de l'olympiade             | Surface      | Résultat        | Ultime adversaire  | Score         |          |
| - | ---------- | ------------------------------ | ------------ | --------------- | ------------------ | ------------- | -------- |
| 1 | 28/07/2012 | Olympic Tennis Event Wimbledon | Gazon (ext.) | 2e tour (1/16)  | Caroline Wozniacki | 6-4, 3-6, 6-3 | Parcours |
| 2 | 06/08/2016 | Olympic Tennis Event Brésil    | Dur (ext.)   | 1er tour (1/32) | Barbora Strýcová   | 7-66, 6-1     | Parcours |

### En double dames
| # | Date       | Nom de l'olympiade                  | Surface    | Résultat      | Partenaire       | Ultimes adversaires                   | Score         |          |
| - | ---------- | ----------------------------------- | ---------- | ------------- | ---------------- | ------------------------------------- | ------------- | -------- |
| 1 | 06/08/2016 | Olympic Tennis Event Rio de Janeiro | Dur (ext.) | 2e tour (1/8) | Kirsten Flipkens | Garbiñe Muguruza Carla Suárez Navarro | 7-5, 2-6, 6-2 | Parcours |

## Parcours en Fed Cup
| #                                                                          | Date       | Lieu         | Surface      | Gagnante(s)                          | Perdante(s)                          | Score          |          |
| -------------------------------------------------------------------------- | ---------- | ------------ | ------------ | ------------------------------------ | ------------------------------------ | -------------- | -------- |
|                                                                            |            |              |              |                                      |                                      |                |          |
| 2007 - 1/4 de finale (groupe mondial) - États-Unis - Belgique - 5 : 0      |            |              |              |                                      |                                      |                |          |
| 1                                                                          | 21/04/2007 | Delray Beach | Dur (ext.)   | Venus Williams                       | Yanina Wickmayer                     | 6-1, 6-2       | Parcours |
|                                                                            |            |              |              |                                      |                                      |                |          |
| 2007 - Barrage (groupe mondial I) - Belgique - Chine - 1 : 4               |            |              |              |                                      |                                      |                |          |
| 2                                                                          | 14/07/2007 | Knokke-Heist | Terre (ext.) | Yanina Wickmayer                     | Yan Zi                               | 7-5, 7-67      | Parcours |
| 2                                                                          | 14/07/2007 | Knokke-Heist | Terre (ext.) | Sun Tiantian                         | Yanina Wickmayer                     | 6-4, 6-3       | Parcours |
|                                                                            |            |              |              |                                      |                                      |                |          |
| 2008 - 1er tour (groupe mondial II) - Ukraine - Belgique - 3 : 2           |            |              |              |                                      |                                      |                |          |
| 3                                                                          | 02/02/2008 | Kharkiv      | Terre (int.) | Yanina Wickmayer                     | Kateryna Bondarenko                  | 7-65, 6-1      | Parcours |
| 3                                                                          | 02/02/2008 | Kharkiv      | Terre (int.) | Yanina Wickmayer                     | Alona Bondarenko                     | 6-3, 6-4       | Parcours |
| 3                                                                          | 02/02/2008 | Kharkiv      | Terre (int.) | Alona Bondarenko Kateryna Bondarenko | Caroline Maes Yanina Wickmayer       | 6-2, 6-3       | Parcours |
|                                                                            |            |              |              |                                      |                                      |                |          |
| 2008 - Barrage (groupe mondial II) - Belgique - Colombie - 5 : 0           |            |              |              |                                      |                                      |                |          |
| 4                                                                          | 26/04/2008 | Mons         | Dur (int.)   | Yanina Wickmayer                     | Mariana Duque Mariño                 | 6-4, 6-3       | Parcours |
| 4                                                                          | 26/04/2008 | Mons         | Dur (int.)   | Yanina Wickmayer                     | Yuliana Lizarazo                     | 6-0, 6-0       | Parcours |
|                                                                            |            |              |              |                                      |                                      |                |          |
| 2009 - 1er tour (groupe mondial II) - Slovaquie - Belgique - 4 : 1         |            |              |              |                                      |                                      |                |          |
| 5                                                                          | 07/02/2009 | Bratislava   | Dur (int.)   | Daniela Hantuchová                   | Yanina Wickmayer                     | 7-62, 6-3      | Parcours |
| 5                                                                          | 07/02/2009 | Bratislava   | Dur (int.)   | Dominika Cibulková                   | Yanina Wickmayer                     | 6-0, 6-3       | Parcours |
|                                                                            |            |              |              |                                      |                                      |                |          |
| 2009 - Barrage (groupe mondial II) - Belgique - Canada - 3 : 2             |            |              |              |                                      |                                      |                |          |
| 6                                                                          | 25/04/2009 | Hasselt      | Terre (int.) | Yanina Wickmayer                     | Stéphanie Dubois                     | 6-1, 6-3       | Parcours |
| 6                                                                          | 25/04/2009 | Hasselt      | Terre (int.) | Yanina Wickmayer                     | Aleksandra Wozniak                   | 6-2, 6-4       | Parcours |
| 6                                                                          | 25/04/2009 | Hasselt      | Terre (int.) | Kirsten Flipkens Yanina Wickmayer    | Stéphanie Dubois Aleksandra Wozniak  | 6-1, 6-3       | Parcours |
|                                                                            |            |              |              |                                      |                                      |                |          |
| 2010 - 1er tour (groupe mondial II) - Pologne - Belgique - 2 : 3           |            |              |              |                                      |                                      |                |          |
| 7                                                                          | 06/02/2010 | Bydgoszcz    | Dur (int.)   | Yanina Wickmayer                     | Marta Domachowska                    | 4-6, 6-1, 6-3  | Parcours |
| 7                                                                          | 06/02/2010 | Bydgoszcz    | Dur (int.)   | Yanina Wickmayer                     | Agnieszka Radwańska                  | 1-6, 7-66, 7-5 | Parcours |
|                                                                            |            |              |              |                                      |                                      |                |          |
| 2010 - Barrage (groupe mondial I) - Belgique - Estonie - 3 : 2             |            |              |              |                                      |                                      |                |          |
| 8                                                                          | 24/04/2010 | Hasselt      | Terre (int.) | Yanina Wickmayer                     | Kaia Kanepi                          | 6-2, 4-6, 6-1  | Parcours |
| 8                                                                          | 24/04/2010 | Hasselt      | Terre (int.) | Yanina Wickmayer                     | Maret Ani                            | 2-6, 6-1, 6-1  | Parcours |
| 8                                                                          | 24/04/2010 | Hasselt      | Terre (int.) | Maret Ani Margit Ruutel              | Kirsten Flipkens Yanina Wickmayer    | 2-6, 6-4, 6-3  | Parcours |
|                                                                            |            |              |              |                                      |                                      |                |          |
| 2011 - 1/4 de finale (groupe mondial) - Belgique - États-Unis - 4 : 1      |            |              |              |                                      |                                      |                |          |
| 9                                                                          | 05/02/2011 | Anvers       | Dur (int.)   | Yanina Wickmayer                     | Bethanie Mattek                      | 6-1, 7-66      | Parcours |
| 9                                                                          | 05/02/2011 | Anvers       | Dur (int.)   | Yanina Wickmayer                     | Melanie Oudin                        | 6-2, 6-0       | Parcours |
|                                                                            |            |              |              |                                      |                                      |                |          |
| 2011 - 1/2 finale (groupe mondial) - Belgique - République tchèque - 2 : 3 |            |              |              |                                      |                                      |                |          |
| 10                                                                         | 16/04/2011 | Charleroi    | Dur (int.)   | Yanina Wickmayer                     | Barbora Z. Strýcová                  | 6-4, 6-4       | Parcours |
| 10                                                                         | 16/04/2011 | Charleroi    | Dur (int.)   | Petra Kvitová                        | Yanina Wickmayer                     | 5-7, 6-4, 6-2  | Parcours |
| 10                                                                         | 16/04/2011 | Charleroi    | Dur (int.)   | Iveta Benešová Barbora Z. Strýcová   | Kirsten Flipkens Yanina Wickmayer    | 6-4, 6-4       | Parcours |
|                                                                            |            |              |              |                                      |                                      |                |          |
| 2012 - 1er tour (groupe mondial) - Belgique - Serbie - 2 : 3               |            |              |              |                                      |                                      |                |          |
| 11                                                                         | 04/02/2012 | Charleroi    | Dur (int.)   | Yanina Wickmayer                     | Bojana Jovanovski                    | 6-4, 6-4       | Parcours |
| 11                                                                         | 04/02/2012 | Charleroi    | Dur (int.)   | Yanina Wickmayer                     | Aleksandra Krunić                    | 6-1, 6-0       | Parcours |
| 11                                                                         | 04/02/2012 | Charleroi    | Dur (int.)   | Bojana Jovanovski Aleksandra Krunić  | Yanina Wickmayer Alison Van Uytvanck | 7-62, 4-6, 6-1 | Parcours |
|                                                                            |            |              |              |                                      |                                      |                |          |
| 2013 - 1er tour (groupe mondial II) - Suisse - Belgique - 4 : 1            |            |              |              |                                      |                                      |                |          |
| 12                                                                         | 09/02/2013 | Berne        | Terre (int.) | Yanina Wickmayer                     | Stefanie Vögele                      | 6-1, 4-6, 8-6  | Parcours |
| 12                                                                         | 09/02/2013 | Berne        | Terre (int.) | Romina Oprandi                       | Yanina Wickmayer                     | 6-2, 6-2       | Parcours |
|                                                                            |            |              |              |                                      |                                      |                |          |
| 2016 - Barrage (groupe mondial II) - Serbie - Belgique - 2 : 3             |            |              |              |                                      |                                      |                |          |
| 13                                                                         | 16/04/2016 | Belgrade     | Terre (int.) | Yanina Wickmayer                     | Jovana Jakšić                        | 7-5, 6-0       | Parcours |
| 13                                                                         | 16/04/2016 | Belgrade     | Terre (int.) | Yanina Wickmayer                     | Aleksandra Krunić                    | 1-6, 7-5, 8-6  | Parcours |
|                                                                            |            |              |              |                                      |                                      |                |          |
| 2017 - 1er tour (groupe mondial II) - Roumanie - Belgique - 1 : 3          |            |              |              |                                      |                                      |                |          |
| 14                                                                         | 11/02/2017 | Bucarest     | Dur (int.)   | Yanina Wickmayer                     | Sorana Cîrstea                       | 7-64, 5-7, 7-5 | Parcours |
|                                                                            |            |              |              |                                      |                                      |                |          |
| 2019 - Barrage (groupe mondial I) - Belgique - Espagne - 2 : 3             |            |              |              |                                      |                                      |                |          |
| 15                                                                         | 20/04/2019 | Courtrai     | Dur (int.)   | Carla Suárez Navarro                 | Yanina Wickmayer                     | 6-2, 6-1       | Parcours |

## Classements WTA en fin de saison
| Année          | 2006 | 2007 | 2008 | 2009 | 2010 | 2011 | 2012 | 2013 | 2014 | 2015 | 2016 | 2017 | 2018 | 2019 | 2020 | 2021 | 2022 | 2023 | 2024 |
| Rang en simple | 534  | 221  | 69   | 16   | 23   | 26   | 23   | 59   | 67   | 49   | 51   | 112  | 113  | 151  | 165  | 339  | 328  | 74   | 756  |
| Rang en double | 363  | 145  | 149  | 89   | 168  | 183  | 1123 | 122  | 207  | 902  | 138  | 142  | 142  | 92   | 99   | 310  | 154  | 71   | 434  |

Source : (en) Classements de Yanina Wickmayer sur le site officiel de la Fédération internationale de tennis

## Records et statistiques

### Victoires sur le top 20
| #  | Rang Wickmayer | Lieu                  | Année | Surface      | Adversaire          | Rang | Tour              | Score           |
| -- | -------------- | --------------------- | ----- | ------------ | ------------------- | ---- | ----------------- | --------------- |
| 1  | 50             | US Open               | 2009  | Dur          | Virginie Razzano    | 18   | 1er tour          | 6-4, 6-3        |
| 2  | 24             | Tournoi de Linz       | 2009  | Dur          | Flavia Pennetta     | 11   | 1/2 finale        | 7-6, 6-3        |
| 3  | 16             | Open d'Auckland       | 2010  | Dur          | Flavia Pennetta     | 12   | Finale            | 6-3, 6-2        |
| 4  | 16             | Open d'Australie      | 2010  | Dur          | Flavia Pennetta     | 12   | 3e tour           | 7-6, 6-1        |
| 5  | 15             | Fed Cup               | 2010  | Dur          | Agnieszka Radwańska | 9    | Barrages Groupe 2 | 1-6, 7-66, 7-5  |
| 6  | 16             | Tournoi de Stuttgart  | 2010  | Terre battue | Francesca Schiavone | 17   | 1er tour          | 6-3, 6-3        |
| 7  | 16             | Open de Cincinnati    | 2010  | Dur          | Li Na               | 11   | 1/8 de finale     | 2-6, 6-2, 7-6   |
| 8  | 25             | Open de Dubaï         | 2011  | Dur          | Li Na               | 7    | 2e tour           | 6-76, 7-66, 6-2 |
| 9  | 25             | Open d'Indian Wells   | 2011  | Dur          | Kaia Kanepi         | 16   | 2e tour           | 3-6, 6-4, 6-1   |
| 10 | 25             | Open d'Indian Wells   | 2011  | Dur          | Shahar Peer         | 12   | 1/4 de finale     | 6-3, 6-3        |
| 11 | 22             | Open de Bruxelles     | 2011  | Terre battue | Kaia Kanepi         | 16   | 1er tour          | 6-1, 4-6, 7-5   |
| 12 | 19             | Tournoi de Wimbledon  | 2011  | Gazon        | Svetlana Kuznetsova | 12   | 3e tour           | 4-6, 6-3, 6-4   |
| 13 | 27             | Open de Doha          | 2012  | Dur          | Francesca Schiavone | 11   | 2e tour           | 7-6, 6-4        |
| 14 | 37             | Classic de Stanford   | 2012  | Dur          | Marion Bartoli      | 10   | 1/4 de finale     | 6-3, 6-2        |
| 15 | 51             | Tournoi d'Eastbourne  | 2013  | Gazon        | Petra Kvitová       | 8    | 2e tour           | 3-6, 6-4, 7-5   |
| 16 | 51             | Tournoi d'Eastbourne  | 2013  | Gazon        | Maria Kirilenko     | 10   | 1/4 de finale     | 6-2, 1-6, 7-5   |
| 17 | 72             | Open de Doha          | 2014  | Dur          | Caroline Wozniacki  | 11   | 2e tour           | 6-4, 7-5        |
| 18 | 64             | Roland-Garros         | 2014  | Terre battue | Caroline Wozniacki  | 14   | 1er tour          | 7-65, 4-6, 6-2  |
| 19 | 54             | Wimbledon             | 2014  | Gazon        | Samantha Stosur     | 17   | 1er tour          | 6-3, 6-4        |
| 20 | 80             | Open d'Australie      | 2015  | Dur          | Sara Errani         | 14   | 3e tour           | 4-6, 6-4, 6-3   |
| 21 | 47             | Open de Miami         | 2016  | Dur          | Lucie Šafářová      | 15   | 2e tour           | 6-2, 6-3        |
| 22 | 49             | Classic de Birmingham | 2016  | Gazon        | Johanna Konta       | 19   | 2e tour           | 6-3, 6-3        |

### Confrontations avec ses principales adversaires
Confrontations contre les joueuses qui ont fait partie du top 20 et que Yanina Wickmayer a rencontré au moins 5 fois.
| Joueuse             | Meilleur classement | Confrontations | Victoires | Défaites | % victoires | Dernière confrontation                                    |
| ------------------- | ------------------- | -------------- | --------- | -------- | ----------- | --------------------------------------------------------- |
| Daniela Hantuchová  | 5e                  | 7              | 0         | 7        | 0           | défaite (6-4, 3-6, 2-6) au tournoi du Mexique 2017.       |
| Agnieszka Radwańska | 2e                  | 6              | 1         | 5        | 17          | défaite (1-6, 3-6) à l'Open de Katowice 2015.             |
| Roberta Vinci       | 7e                  | 9              | 2         | 7        | 22          | défaite (2-6, 62-7) au tournoi de Saint-Pétersbourg 2016. |
| Samantha Stosur     | 4e                  | 7              | 2         | 5        | 29          | défaite (2-6, 4-6) à Roland-Garros 2018.                  |
| Timea Bacsinszky    | 9e                  | 7              | 2         | 5        | 29          | défaite (2-6, 2-6) à l'Open de Rome 2016.                 |
| Dominika Cibulková  | 10e                 | 7              | 2         | 5        | 29          | défaite (6-3, 4-6, 4-6) à l'Open de Brisbane 2016.        |
| Caroline Wozniacki  | 1re                 | 9              | 3         | 6        | 33          | victoire (6-4, 65-7, 6-2) au tournoi de Birmingham 2016.  |
| Petra Kvitová       | 2e                  | 9              | 4         | 5        | 44          | victoire(3-6, 6-4, 7-5) au tournoi d'Eastbourne 2013.     |
| Kaia Kanepi         | 15e                 | 6              | 3         | 3        | 50          | victoire (6-1, 4-6, 7-5) à l'Open de Bruxelles 2011.      |
| Simona Halep        | 2e                  | 5              | 3         | 2        | 60          | défaite (2-6, 2-6) à l'Open de Chine 2016.                |
| Shahar Peer         | 11e                 | 6              | 4         | 2        | 67          | victoire (7-6, 6-3) aux Internationaux d'Hobart 2012.     |
| Sara Errani         | 5e                  | 6              | 4         | 2        | 67          | victoire (4-6, 6-4, 6-3) à l'Open d'Australie 2015.       |
| Julia Görges        | 15e                 | 9              | 6         | 3        | 67          | défaite (1-6, 5-7) à l'Open de Hongrie 2017.              |
| Francesca Schiavone | 4e                  | 5              | 5         | 0        | 100         | victoire (6-3, 6-1) à l'US Open 2015.                     |

### Ses trois meilleures victoires en simple par saison
| 2005 1. L. Mekel - 653e - 6-0, 2-6, 6-3 2. Jana Albers - NR - 6-2, 6-0 | 2006 1. Estefanía Craciun - 291e - 6-0, 6-1 2. C. Maes - 379e - 6-4, 3-5 ab. 3. Claire Peterzan - 429e - 6-0, 6-2 | 2007 1. Chan Y-j. - 69e - 2-6, 7-65, 6-2 2. Yuan Meng - 121e - 6-3, 7-5 3. Yuan Meng - 123e - 6-3, 6-4 | 2008 1. A. Bondarenko - 22e - 6-3, 6-4 2. I. Benešová - 41e - 6-4, 3-6, 6-3 3. C. Dellacqua - 41e - 6-2, 3-6, 6-3 |

| 2009 1. F. Pennetta - 11e - 7-65, 6-3 2. V. Razzano - 18e - 6-4, 6-3 3. A. Wozniak - 26e - 6-2, 6-4 F. Schiavone - 26e - 6-3, 6-4 | 2010 1. A. Radwańska - 9e - 1-6, 7-66, 7-5 2. Li Na - 11e - 2-6, 6-2, 7-64 3. (x2) F. Pennetta - 12e - 6-3, 6-2 F. Pennetta - 12e - 7-62, 6-1 | 2011 1. Li Na - 7e - 66-7, 7-66, 6-2 2. S. Peer - 12e - 6-3, 6-3 3. S. Kuznetsova - 12e - 4-6, 6-3, 6-4 | 2012 1. M. Bartoli - 10e - 6-3, 6-2 2. F. Schiavone - 11e - 7-64, 6-4 3. S. Kuznetsova - 35e - 6-2, 6-3 Anabel Medina - 35e - 6-2, 4-6, 7-5 |

| 2013 1. P. Kvitová - 8e - 3-6, 6-4, 7-5 2. M. Kirilenko - 10e - 6-2, 1-6, 7-5 3. K. Flipkens - 21e - 6-4, 6-0 | 2014 1. C. Wozniacki - 11e - 6-4, 7-5 2. C. Wozniacki - 14e - 7-65, 4-6, 6-2 3. S. Stosur - 17e - 6-3, 6-4 | 2015 1. S. Errani - 14e - 4-6, 6-4, 6-3 2. A. Pavlyuchenkova - 25e - 4-6, 6-3, 6-3 3. C. Giorgi - 35e - 4-6, 6-3, 7-5 | 2016 1. L. Šafářová - 15e - 6-2, 6-3 2. J. Konta - 19e - 6-3, 6-3 3. A. Pavlyuchenkova - 25e - 6-3, 7-63 |

| 2017 1. Peng Shuai - 24e - 6-4, 6-4 2. Lesia Tsurenko - 30e - 6-3, 6-1 3. L. Siegemund - 37e - 6-3, 3-6, 6-4 | 2018 1. F. Schiavone - 91e - 6-1, 6-3 2. A. Petkovic - 95e - 6-4, 6-3 3. Sofia Kenin - 104e - 6-3, 6-3 | 2019 1. Rebecca Peterson - 63e - 6-4, 6-3 2. Viktorija Golubic - 79e - 6-1, 7-65 3. V. Kudermetova - 81e - 6-4, 6-2 | 2020 1. Madison Brengle - 77e - 64-7, 7-62, 6-2 2. Barbara Haas - 135e - 6-1, 7-66 3. Barbara Haas - 137e - 0-6, 6-2, 6-3 |

| 2022 1. Linda Fruhvirtova - 74e - 6-1, 6-4 2. Zhu Lin - 99e - 6-4, 6-2 3. Simona Waltert - 119e - 4-6, 6-4, 6-1 | 2023 1. Zhu Lin - 38e - 1-6, 6-4, 6-2 2. Tereza Martincová - 107e - 6-2, 6-2 3. Viktorija Golubic - 115e - 4-6, 6-3, 3-1ab. |  |  |

## Récompenses et distinctions
- En décembre 2006, Yanina Wickmayer est élue "Espoir VTV 2006".
- Le 8 décembre 2007, Yanina Wickmayer est élue "Espoir VTV 2007" et reçoit en outre le "prix de la prestation de l'année".
- En 2010, Yanina Wickmayer reçoit le "Heart Award" pour sa participation à la Fed Cup en ayant représenté son pays avec distinction, pour son courage exceptionnel sur le court et son engagement remarquable envers son équipe[38].